# چاه‌حسین‌جمال
چاه‌حسین‌جمال، روستایی است از توابع بخش کاکی شهرستان دشتی استان بوشهر ایران.

## جمعیت
این روستا در دهستان کبگان قرار دارد و بر اساس سرشماری سال ۱395 آمار رسمی جمعیت آن41 خانواده123 نفر می‌باشد.